# Ton Neuhaus
Antoon Frans (Ton) Neuhaus (Wormerveer, 14 juni 1935 – Zaandijk, 19 januari 2014) was een Nederlands verkoper van verpakkingsmaterialen maar werd grotendeels bekend vanwege zijn liefde voor en promotie van molens in de Zaanstreek.
Hij was zoon van Fennechiena Sassina Bos en Franciscus Antonius Neuhaus. Hijzelf was getrouwd met Dea Jongens.
Neuhaus raakte al op jonge leeftijd geïnteresseerd in molens en was tussen 1961 en 1969 bestuurslid van vereniging Vrienden van de Zaanse Schans, aansluitend Stichting De Zaanse Schans (1970-1978) en Stichting Zaans Schoon (vanaf 1976). Van daar uit werd hij in 1968 onbezoldigd conservator van het Zaanse Molenmuseum, nadat hij in 1967 bestuurslid was geworden van Vereniging De Zaansche Molen. Hij was conservator tot 2009 en maakte de reorganisatie, de restauratie van De Bonte Hen, de verhuizing naar het Weefhuis, groei van het aantal bezoekers mee en wederopbouw van Het Jonge Schaap (2006). Voorts publiceerde hij een aantal artikelen en boeken, ook wel over Wormerveer tijdens de wederopbouw (Wormerveer 1950-1970; het heimwee blijft, Aprilis).
In de periode 1970 en 1974 was Neuhaus gemeenteraadslid binnen Wormerveer; hij vertegenwoordigde er de PvdA.
Neuhaus werd minstens vier keer onderscheiden: Erepenning gemeente Zaanstad, lid van de Orde van Oranje-Nassau (1997), Zilveren Anjer (1989). Tot slot kreeg Koog aan de Zaan in 2021 een officieus A.F. Neuhauslaantje; een poging het officieel te laten worden strandde.
Neuhaus overleed in verpleegtehuis Guisveld en werd gecremeerd. Neuhaus verzamelde in zijn jeugd plaatjes van sportsterren; hij haalde er in 1949 met vriend Cees Brinkman plaatselijk krantje De Typhoon mee.
- International Standard Name Identifier: 0000 0000 3918 0548
- Library of Congress Control Number: nb99151484
- Nederlandse Thesaurus van Auteursnamen: 069085358
- Virtual International Authority File: 65971355